# Голодные игры (фильм)
«Голо́дные и́гры» (англ. The Hunger Games) — американский боевик-антиутопия 2012 года режиссёра Гэри Росса, который написал сценарий вместе с Сьюзен Коллинз и Билли Рэем, основанный на одноимённом романе Коллинз. Это первый фильм одноимённой серии фильмов. В фильме снялись Дженнифер Лоуренс, Джош Хатчерсон, Лиам Хемсворт, Вуди Харрельсон, Элизабет Бэнкс, Ленни Кравиц, Стэнли Туччи и Дональд Сазерленд. По сюжету, Китнисс Эвердин и Пит Мелларк вынуждены участвовать в Голодных играх, сложной телевизионной борьбе на смерть, состоящей из участников из 12 округов Панема.
Разработка экранизации оригинального романа Коллинз началась в марте 2009 года, когда Lionsgate заключила соглашение о совместном производстве с Color Force, которая приобрела права несколькими неделями ранее. Поскольку роман написан с позиции Китнисс, его сценарий развивает вспомогательных персонажей и места для фильма. Росс был утверждён в качестве режиссёра в ноябре 2010 года, а остальная часть актёрского состава была объявлена к маю 2011 года. Съёмки начались в том месяце, проходили в Северной Каролине и закончились в сентябре.
Премьера фильма состоялась 12 марта 2012 года в театре Peacock» в Лос-Анджелесе, 22 марта в России и 23 марта в США компанией Lionsgate. Фильм получил в целом положительные отзывы от критиков, с похвалой за его темы и сообщения, выступление Лоуренс и верность исходному материалу, хотя была некоторая критика за использование шаткой камеры. Он заработал более 695 миллионов долларов, установив тогдашние рекорды как на день открытия, так и на выходные для не-сиквела, став девятым кассовым фильмом 2012 года.
Песня «Safe & Sound» в исполнении Тейлор Свифт и группы «The Civil Wars», получила премию «Грэмми» и была номинирована на премию «Золотой глобус» за лучшую песню. За свою игру Лоуренс получила премию «Сатурн» за лучшую киноактрису, премию Ассоциации кинокритиков вещания за лучшую женскую роль в боевике, премию «Империя» за лучшую женскую роль, а также была номинирована на премию «New York Film Critics Circle» за лучшую женскую роль.
Продолжение «Голодные игры: И вспыхнет пламя» вышло в 2013 году.

## Сюжет
Китнисс Эвердин живёт в дистрикте 12 вместе со своей матерью и сестрой Прим (Примроуз). Проникая в лес неподалёку, она охотится на диких животных. В лесу она встречает своего друга Гейла, тоже охотившегося вместе с ней. Они говорят об Играх, Гейл предлагает Китнисс бежать в леса. В это время в дистрикте идёт подготовка к церемонии Жатвы. На церемонии показывают агитационный фильм, в котором рассказывается о бунте дистриктов против государства Панем, о его подавлении и о решении учредить Голодные Игры ради всеобщего процветания. На церемонии выпадает имя сестры Китнисс, Прим. Девушка вынуждена стать добровольцем, чтобы заменить сестру, вместе с ней жребий выпадает Питу Мелларку.
В поезде, везущем участников в город Капитолий, Китнисс и Пит знакомятся со своим ментором Хеймитчем Эбернети, который также является победителем одной из игр, но на сегодняшний день стал бесполезным пьяницей. Позже, утром, он всё же начинает давать советы своим подопечным, в числе которых — постараться понравиться всем, так как это позволяет получить поддержку спонсоров. Поезд прибывает на перрон, где трибутов встречает толпа поклонников. В Капитолии Китнисс знакомится с Цинной, кутюрье, который должен создать для неё одежду и образы. Его костюмы производят впечатление на публику. Им, как и другим представителям дистриктов, выделяют свой этаж. После тренировки Хеймитч обращает внимание своих подопечных на профи, так называют представителей Первого и Второго дистрикта, которых готовят к играм с детства, они побеждают практически во всех играх.
На тренировке Китнисс говорит Питу о необходимости показать его силу, бросив тяжёлую гирю в стойку с метательными копьями, так как, по её словам, представители первого и второго дистрикта смотрят на него как на добычу. Во время показательного выступления перед распорядителями, которые выставляют оценки претендентам, Китнисс сбивает яблоко изо рта зажаренного поросёнка, чтобы привлечь их внимание, получая впоследствии самый высокий балл из 24 участников, 11 — выше, чем у представителей Первого и Второго дистриктов. Пит получает 8 баллов. Эти показатели демонстрируют рейтинг игроков, что влияет на ставки. Пит отказывается от совместных тренировок с Китнисс, решая заниматься с Хеймитчем самостоятельно, обосновывая это тем, что победитель всего лишь один.
Участники отправляются на арену, оказываясь на поляне посреди леса. Для того чтобы получить оружие, им необходимо бежать наперегонки к Рогу Изобилия, однако Пит, как и ранее собиралась Китнисс, следует совету Хеймитча и бежит в лес, а Китнисс добывает рюкзак, в котором были спальный мешок, веревка и фляга. Двенадцать участников погибают в попытке получить оружие. Китнисс забирается на дерево к наступлению ночи, она видит костёр неподалёку, вскоре разжёгшего его участницу убивает группа профи. Пит решает присоединиться к участникам из Первого и Второго дистриктов, Китнисс видит, как он ведёт их по её следу. Видя, что Китнисс старается держаться у края арены, распорядитель Игр устраивает пожар. Китнисс получает ожоги, и её находят другие трибуты вместе с Питом, она вынуждена забраться на дерево. После нескольких попыток убить её они по совету Пита решают остаться и ждать, пока она сама спустится. Утром Китнисс обнаруживает другую участницу, Руту, которая подсказывает ей сбросить улей с генно-модифицированными осами. Улей падает на землю, Диадема, трибут первого дистрикта, погибает от укусов, и Китнисс забирает её лук. После укусов у Китнисс начинаются галлюцинации, она видит смерть отца в шахте.
Китнисс приходит в себя и обнаруживает, что за ней два дня приглядывала маленькая Рута. Китнисс и Рута придумывают план, чтобы уничтожить припасы, собранные командой профи. Припасы оказываются заминированными, Китнисс при помощи яблок вызывает взрыв, уничтоживший их. Китнисс находит Руту в сети, освобождает её, однако на них нападает Марвел, трибут из Первого дистрикта, и девочка погибает, а Китнисс убивает напавшего. Китнисс хоронит девочку и подаёт знак Одиннадцатому дистрикту, тому, из которого была Рута. Смотрящие на площади Одиннадцатого дистрикта отвечают ей, после чего начинается бунт. Внезапно вводят новое правило, что победителями могут стать двое участников из одного дистрикта. Китнисс находит Пита, у него ранение ноги, в пещере он рассказывает ей о своих чувствах. Питу нужно лечить рану, посылки спускают на поляну, Лиса забирает первую, Китнисс решается, но её атакует Мирта, трибут из Второго дистрикта, которую убивает Цеп, дабы отомстить за Руту. Пит собирает ягоды, но он не знает, что они ядовиты, Лиса крадёт их, съедает и умирает. Темнеет, погибает Цеп, на Китнисс и Пита спускают переродков, те загоняют их на поляну, где они дерутся с Катоном и чудом побеждают. Но правила меняются, и они должны бороться между собой, чтобы в живых остался только один человек.
Пит и Китнисс решают съесть ядовитые ягоды, чтобы в игре не было победителя. Капитолий не может этого допустить, и им сообщают, что они победили.

## В ролях
| Роль                                            | Актёр / Актриса     | Русский дубляж     |
| Главные герои                                   | Главные герои       | Главные герои      |
| ----------------------------------------------- | ------------------- | ------------------ |
| Китнисс Эвердин, Трибут, Дистрикт 12            | Дженнифер Лоуренс   | Наталья Грачева    |
| Пит Мелларк, Трибут, Дистрикт 12                | Джош Хатчерсон      | Евгений Вальц      |
| Гейл Хоторн                                     | Лиам Хемсворт       | Артур Бесчастный   |
| Хеймитч Эбернети                                | Вуди Харрельсон     | Дмитрий Полонский  |
| Примроуз Эвердин                                | Уиллоу Шилдс        |                    |
| Миссис Эвердин, мать Китнисс и Примроуз Эвердин | Пола Малкомсон      | Алина Ольшанская   |
| Мистер Эвердин, отец Китнисс и Примроуз Эвердин | Филлип Трой Линджер |                    |
| Жители Капитолия                                |                     |                    |
| Эффи Тринкет                                    | Элизабет Бэнкс      | Наталья Сапецкая   |
| президент Кориолан Сноу                         | Дональд Сазерленд   | Рудольф Панков     |
| Сенека Крейн                                    | Уэс Бентли          |                    |
| Цезарь Фликерман                                | Стэнли Туччи        | Александр Вартанов |
| Цинна                                           | Ленни Кравиц        | Алексей Розин      |
| Клавдий Темплсмит                               | Тоби Джонс          | Борис Шувалов      |
| Трибуты                                         |                     |                    |
| Марвел, Дистрикт 1                              | Джек Куэйд          |                    |
| Диадема, Дистрикт 1                             | Ливен Рамбин        | Анна Котова        |
| Катон, Дистрикт 2                               | Александр Людвиг    | Григорий Калинин   |
| Мирта, Дистрикт 2                               | Изабелль Фюрман     |                    |
| Дистрикт 3                                      | Йен Нельсон         |                    |
| Дистрикт 3                                      | Кулиа Прескотт      |                    |
| Дистрикт 4                                      | Этан Джемисон       |                    |
| Дистрикт 4                                      | Тара Мэкен          |                    |
| Дистрикт 5                                      | Крис Марк           |                    |
| Лиса, Дистрикт 5                                | Жаклин Эмерсон      |                    |
| Джейсон, Дистрикт 6                             | Эштон Мойо          |                    |
| Дистрикт 6                                      | Кара Петерсен       |                    |
| Дистрикт 7                                      | Мэлоун, Джена       |                    |
| Дистрикт 7                                      | Сэм Ли              |                    |
| Дистрикт 8                                      | Маккензи Линтц      |                    |
| Дистрикт 8                                      | Сэм Тан             |                    |
| Дистрикт 9                                      | Иманол Йепез-Фриас  |                    |
| Дистрикт 9                                      | Энни Турман         |                    |
| Дистрикт 10                                     | Джереми Меринас     |                    |
| Дистрикт 10                                     | Дакота Худ          |                    |
| Рута, Дистрикт 11                               | Амандла Стенберг    |                    |
| Цеп, Дистрикт 11                                | Дайо Окенаи         |                    |

## Производство
На роль Китнисс было рассмотрено около 30 актрис, среди них — Хейли Стейнфелд, Эбигейл Бреслин, Эмма Робертс, Сирша Ронан, Хлоя Морец, Линдси Фонсека, Эмили Браунинг, Изабелль Фюрман, Шэйлин Вудли и Кая Скоделарио. В марте 2011 года было объявлено, что Дженнифер Лоуренс получит роль Китнисс. Сьюзен Коллинз — автор книги «Голодные игры», которая также выступила одним из продюсеров фильма, — считает Дженнифер идеальной актрисой, способной воплотить её замысел на экране:

Дженнифер просто невероятная актриса! Очень сильная, и одновременно ранимая, красивая, неумолимая и смелая. Я не ожидала, что мы найдём актрису, которая настолько идеально подойдет для этой роли.— Сьюзен Коллинз о Дженнифер Лоуренс
Дженнифер Лоуренс потребовалось 3 дня, чтобы согласиться на роль Китнисс Эвердин. Сначала она хотела отказаться от роли Китнисс в Голодных играх, вот как она это объяснила в интервью:

А почему ты сначала не хотела браться за роль Китнисс Эвердин в фильме «Голодные Игры»?
Потому что это довольно редко случается в твоей жизни, когда одно короткое «Да!» может полностью изменить твою жизнь. Я была довольна и счастлива в своей жизни, поэтому была не уверена, хочу ли я что-то менять. У меня в голове всегда присутствует картинка моего воображаемого будущего, в котором я заботливая «футбольная мамочка», которая сидит за рулем минивэна, а мои дети самые обычные, в общем, у меня семья похожа на мою собственную. И это будущее просто не вязалось с крупной франшизой. Поэтому я попросила три дня на раздумья, и каждый день у меня был разный ответ. Наконец, я посоветовалась со своей мамой. До сих пор я снималась только в инди-фильмах, так что она сказала: «Каждый раз, когда люди спрашивают тебя, почему ты не снимаешься в студийных фильмах, ты всегда отвечаешь — все потому, что тебя не волнует размер фильма, тебя волнуют только сама история и персонаж. Но ты сейчас лицемеришь, потому что теперь тебе предложили историю и персонажа, который тебе нравится, но ты не хочешь браться за этот проект, потому что он обещает быть масштабным». Поэтому я согласилась, и нисколько не сожалею об этом. Я ожидала, что буду жалеть, но до сих пор ни разу не пожалела.— Дженнифер Лоуренс

Книга «Голодные игры» произвела на меня огромное впечатление. Роль Китнисс — настоящий подарок судьбы для меня. Да и к тому же я никогда раньше не стреляла из лука. Так что это ещё одна веская причина сыграть в фильме Гэри Росса.— Дженнифер Лоуренс о роли Китнисс
Кроме Джоша Хатчерсона, претендентами на роль Пита были Хантер Пэрриш, Лукас Тилл и Эван Питерс
Помимо Лиама Хемсворта, претендентами на роль Гейла были Дэвид Генри, Робби Амелл и Дрю Рой.
В картине также заняты актёры Элизабет Бэнкс, Вудди Харрельсон (На роль которого претендовал Джон Рейли), Дональд Сазерленд и Ленни Кравиц.

### Съёмки
Фильм снят по роману «Голодные игры» Сьюзанн Коллинз, входивший в список The New York Times Best Seller свыше 130 недель подряд. Книга издана в 45 странах мира. Только в США общий тираж трилогии составил 16 млн экземпляров.
Гэри Росс стал режиссёром фильма в ноябре 2010 года. Лиам Хемсворт и Дженнифер Лоуренс, натуральные блондины, для съемок фильма покрасили волосы в темный цвет, тогда как темноволосый Джош Хатчерсон их высветлил. Во время подготовки к съёмкам актрисе Дженнифер Лоуренс пришлось выполнять сложные трюки и заниматься скалолазанием, ведь по фильму она — спортивная, ловкая девушка, в совершенстве владеющая луком.
Стивен Содерберг стал режиссёром второй съемочной группы фрагмента, относящегося к событиям в Одиннадцатом дистрикте.
Английские дистрибьюторы потребовали от компании Lionsgate вырезать некоторые особо жестокие сцены насилия, в результате чего фильм стал короче на семь секунд. Присвоенный фильму рейтинг 12A (в США он идёт с рейтингом PG13) позволил смотреть его детям с 12 лет без родителей и во много раз увеличил его потенциальную аудиторию.
Премьера трейлера к «Голодным играм» состоялась на Таймс-сквер и транслировалась в прямом эфире популярной в США утренней телепрограммы Good Morning America. (Премьера прошла при громадном стечении поклонников романа, с нетерпением ожидающих выхода фильма на экраны.) Чтобы обеспечить безопасность собравшейся на площади гигантской толпы, пришлось даже перекрыть движение на нескольких центральных улицах Манхэттена. Ранее подобные меры предпринимались только в связи с картинами об Индиане Джонсе и друзьях Оушена.

## Саундтрек
Специально для «Голодных игр» музыку написали Т-Боун Бёрнет, композитор фильма «Переступить черту» и Джеймс Ньютон Ховард, работавший над саундтреками «Тёмного рыцаря» и «Адвоката дьявола». В альбом вошли композиции известных исполнителей и групп.
- Тейлор Свифт — Safe & Sound, Eyes Open[40];
- Arcade Fire — Abraham’s Daughter[41];
- Неко Кейс — Nothing to Remember[42];
- Кид Кади — The Ruler and the Killer[43];
- Punch Brothers — Dark Days[41];
- Бёрди — Just a Game[41];
- The Low Anthem — Lover Is Childlike[41];
- Джейми Ди — Rules[41];
- Maroon 5 feat. Роззи Крейн — Come Away[41];
- Глен Хэнсард — Take the Heartland[41];
- The Civil Wars — Kingdom Come[41];
- Carolina Chocolate Drops — Daughter’s Lament[44];
- The Decemberists — One Engine[41];
- Pistol Annies feat. Миранда Ламбер — Run Daddy Run[41];
- Hypnotic Brass Ensemble — War;
- The Chemical Brothers — Marissa Flashback.

Отдельным синглом была издана колыбельная Deep in the Meadow в исполнении Стинга. Именно под эту песню отец убаюкивал Китнисс Эвердин (главную героиню картины в исполнении Дженнифер Лоуренс) в детстве.

## Факты
- Снята пародия под названием «Очень голодные игры».
- Жест выражения молчаливого протеста (поднятые вверх соединённые три пальца) используется в Таиланде протестующими против военного переворота[45]. Лидеры переворота распорядились арестовывать людей за использование этого жеста[46].

## Награды
| Награды и номинации | Награды и номинации | Награды и номинации             | Награды и номинации                                                                          | Награды и номинации                                     |
| Год                 | Результат           | Награда                         | Категория                                                                                    | Номинант                                                |
| ------------------- | ------------------- | ------------------------------- | -------------------------------------------------------------------------------------------- | ------------------------------------------------------- |
| 2013                | Номинация           | Nickelodeon Kids' Choice Awards | Лучший фильм                                                                                 | Голодные игры                                           |
| 2013                | Победа              | People's Choice Awards          | Favorite On-Screen Chemistry (Лиам Хемсворт вместе с Дженнифер Лоуренс и Джошем Хатчерсоном) | Голодные игры                                           |
| 2013                | Победа              | People's Choice Awards          | Любимый фильм                                                                                | Голодные игры                                           |
| 2013                | Победа              | People's Choice Awards          | Любимый боевик                                                                               | Голодные игры                                           |
| 2013                | Победа              | People's Choice Awards          | Любимая кинофраншиза                                                                         | Голодные игры                                           |
| 2013                | Победа              | People's Choice Awards          | Любимая экранная пара                                                                        | Голодные игры                                           |
| 2013                | Победа              | People's Choice Awards          | Любимая экшн-актриса                                                                         | Дженнифер Лоуренс Голодные игры                         |
| 2012                | Номинация           | Золотой глобус                  | Лучшая песня — Safe and Sound                                                                | Тейлор Свифт Голодные игры                              |
| 2012                | Победа              | кино выставка CinemaCon         | награда Annual CinemaCon Big Screen Achievement Awards в номинации «Прорыв года»             | Джош Хатчерсон Голодные игры                            |
| 2012                | Победа              | MTV Movie Awards                | Лучшее экранное перевоплощение                                                               | Элизабет Бэнкс Голодные игры                            |
| 2012                | Победа              | MTV Movie Awards                | Лучшая мужская роль                                                                          | Джош Хатчерсон Голодные игры                            |
| 2012                | Победа              | MTV Movie Awards                | Лучшая женская роль                                                                          | Дженнифер Лоуренс Голодные игры                         |
| 2012                | Победа              | MTV Movie Awards                | Лучшая драка                                                                                 | Голодные игры                                           |
| 2012                | Номинация           | MTV Movie Awards                | Лучший поцелуй                                                                               | Джош Хатчерсон вместе с Дженнифер Лоуренс Голодные игры |
| 2012                | Номинация           | MTV Movie Awards                | Лучший актёрский состав                                                                      | Голодные игры                                           |
| 2012                | Номинация           | MTV Movie Awards                | Прорыв года                                                                                  | Лиам Хемсворт Голодные игры                             |
| 2012                | Номинация           | MTV Movie Awards                | Лучший фильм                                                                                 | Голодные игры                                           |

## Премьеры
- 12 марта 2012: США (Лос-Анджелес).
- 21 марта 2012: Аргентина (Буэнос-Айрес); Бельгия; Нидерланды; Франция.
- 22 марта 2012: Азербайджан; Австралия; Бахрейн; Венгрия; Германия; Гонконг; Греция; Дания; Израиль; Индонезия; Казахстан; Кувейт; Ливан; Малайзия; Новая Зеландия; ОАЭ; Перу; Португалия; Россия; Сингапур; Словакия; Словения;Украина; Беларусь; Уругвай; Филиппины; Хорватия; Чехия; Чили.

- 23 марта 2012: Австрия; Аргентина; Болгария; Бразилия; Индия; Ирландия; Исландия; Канада; Колумбия; Мексика; Норвегия; Пакистан; Панама; Польша; Румыния; США; Тайвань; Турция;Украина; Финляндия; Швеция; Эквадор; Эстония.

- 28 марта 2012: Египет; Сербия.
- 30 марта 2012: Вьетнам.
- 4 апреля 2012: Венесуэла.
- 5 апреля 2012: Армения; Грузия; Камбоджа; Южная Корея.
- 6 апреля 2012: Литва.
- 13 апреля 2012: Латвия; ЮАР.
- 20 апреля 2012: Испания.
- 1 мая 2012: Италия.
- 14 июня 2012: Китай.
- 28 сентября 2012: Япония.

## Приквел
В июне 2019 года издание Variety сообщило, что кинокомпания Lionsgate готовится к съемкам нового фильма-приквела «Голодные игры», основанном на ещё не вышедшем романе писательницы Сьюзен Коллинз. Выпуск романа запланирован на май 2020 года, сюжет не раскрывается, известно лишь то, что действие будет разворачиваться за 64 года до событий описанных в первой книге. Из этого можно сделать вывод, что актёрский состав будет новым.

## Сиквел
8 августа 2011 года компания Lionsgate объявила, что экранизацию второго романа в трилогии «Голодных игр» — «Голодные игры: И вспыхнет пламя» — планируется выпустить на экраны 22 ноября 2013 года. В ноябре 2011 года компания Lionsgate вступила в переговоры с сценаристом Саймоном Бофоем для адаптации романа на экран. 10 апреля 2012 было объявлено, что режиссёр «Голодных игр» Гэри Росс не будет снимать сиквел в связи с жёстким и твёрдо установленным графиком. 19 апреля 2012 было объявлено, что Френсису Лоуренсу предложена должность режиссёра фильма. 6 мая 2012 года сообщилось, что Майкл Арндт ведет переговоры, чтобы переписать сценарий фильма. Арндт официально стал новым автором сценария 24 Мая 2012 года.
В июле 2012 года дата релиза фильма была подтверждена. Также стало известно, что фильм «Голодные игры: Сойка-пересмешница» будет выпущен в двух частях. Часть 1 будет выпущена 21 ноября 2014 года, а часть 2 будет выпущена 20 ноября 2015 года. Дженнифер Лоуренс, Джош Хатчерсон, Лиам Хемсворт и Вуди Харрельсон подписали контракты на все фильмы франшизы. Съемки фильма «Голодные игры: И вспыхнет пламя» начались 10 сентября 2012 года и закончились 21 декабря 2012 года.